# Schnarchen
Mit Schnarchen (med. Rhonchopathie, aus altgriechisch ῥόγχος rhonchos, deutsch ‚Schnarchen‘ und -pathie) bezeichnet man ein knatterndes Geräusch, das in den oberen Atemwegen eines schlafenden Menschen erzeugt wird. Das normale Schnarchen wird auch als kompensiertes Schnarchen bezeichnet und ist in geringer Ausprägung eine Normvariante ohne Krankheitswert. Mit zunehmendem Alter schnarchen rund 60 % der Männer und 40 % der Frauen. Etwa 10 % der Kinder schnarchen. Bei sehr ausgeprägtem Schnarchen kann es zu einer Verminderung der Sauerstoffversorgung und in der Folge zu einer Störung des Schlafes kommen. Man spricht dann von obstruktivem Schnarchen.

## Gesundheitliche Relevanz
Wenn eine Person regelmäßig von obstruktivem Schnarchen betroffen ist und darunter leidet oder im Alltag beeinträchtigt ist, wird nach der International Classification of Sleep Disorders (ICSD-2) eine schlafbezogene Atmungsstörung diagnostiziert. Man spricht dann auch von einer Rhonchopathie oder vom Upper Airway Resistance Syndrom (UARS), bei dem im Gegensatz zum obstruktiven Schlafapnoesyndrom (OSAS) nur ein zeitweiliger Verschluss der oberen Atemwege vorliegt, der aber ebenso zu Hypoxie (Sauerstoffmangel), Arousals (Aufweckreaktionen) und in deren Folge zu Tagesmüdigkeit und Konzentrationsstörungen führen kann. In der Fachliteratur wird diskutiert, ob es sich beim Upper Airway Resistance Syndrom und beim obstruktiven Schlafapnoesyndrom um zwei verschiedene Schlafstörungen oder lediglich um unterschiedliche Schweregrade ein und derselben Schlafstörung handelt. Die International Classification of Sleep Disorders fasst das Upper Airway Resistance Syndrom als leichte Form des Obstruktiven Schlafapnoesyndroms auf.
In epidemiologischen Studien hat sich gezeigt, dass Personen, die unter unbehandeltem obstruktiven Schnarchen leiden, ein erhöhtes Risiko für die Entwicklung von Bluthochdruck (Hypertonie), Schlaganfall und Herzinfarkt haben. Es gibt starke Hinweise darauf, dass ausgeprägtes Schnarchen über die Vibrationen zu einer lokalen Neuropathie führen kann, die ihrerseits wiederum gesundheitliche Probleme verstärken kann.

## Ursachen
Das Schnarchgeräusch entsteht durch flatternde Bewegungen des Gaumens und des Zäpfchens, zum Teil auch des Zungengrundes und des Rachens beim Atmen. Es kann in einigen Fällen durch Nasenatmungsbehinderungen hervorgerufen sein.
Beim Schnarchenden liegt in der Regel keine völlige Blockade der Atemwege vor, sondern lediglich eine Einengung der Atemwege. Nicht jeder Abschnitt des Atemwegs ist am Schnarchen regelhaft beteiligt. So entsteht kaum ein Schnarchgeräusch durch den inneren Kehlkopf oder durch die Luftröhre. Jedoch ist praktisch immer der Oropharynx (= Mundrachen) am Schnarchen beteiligt. Der Mundrachen verhält sich bei der Einatmung im Schlaf wie ein dynamisches Ventil, das zunehmend enger wird, je stärker der negative Druck während der Einatmung ist. Physikalisch greift hier zur Erklärung das Strömungsgesetz nach Bernoulli. Die gesteigerte Strömungsgeschwindigkeit im Mundrachen beeinflusst den Weichgaumen (= Gaumensegel), der vom Atemwind in Bewegung gebracht werden kann. Ist das Bindegewebe und die Muskulatur des Gaumensegels fest, wird ein Schnarchen verhindert. Ist das Bindegewebe weich und die Muskulatur schlaff, kommt es zu einer flatternden Bewegung des Gaumensegels im Atemwind. Die Festigkeit des Gaumensegels ist abhängig vom Alter und Schlafstadium. Im REM-Schlaf ist die Muskulatur erheblich entspannt. Deshalb kommt es im REM-Schlaf eher zum Schnarchen als im NREM-Schlaf und im Alter eher als in jungen Jahren. Während der Einatmung schwingt beim Schnarchen das Gaumensegel zwischen dem Zungengrund und der Rachenhinterwand hin und her. Bei der Ausatmung schlägt das Gaumensegel nach vorne um und flattert zwischen dem harten Gaumen und dem Zungenrücken. Im Rahmen der Alterung des Gewebes kann nicht nur das Gaumensegel, sondern auch der zunehmend weicher / schlaffer werdende Rachen, der ebenfalls ein mit Schleimhaut umkleidetes Muskelsystem ist, am Schnarchen beteiligt sein.
Auch die Zunge kann durch Zurückfallen während des Liegens den Rachen einengen. Es gibt also mehrere Faktoren, die als Ursache für dieses Symptom in Frage kommen. Das Schnarchen ist im Grunde ein ziemlich komplexes strömungsdynamisches Problem.
Bei den meisten Betroffenen tritt das Schnarchen abhängig von der Körperlage auf. So kommt es häufig in der Rückenlage zum Schnarchen, wenn der Unterkiefer des Schlafenden nicht gestützt ist und er durch den geöffneten Mund atmet. Registriert der Körper einen durch die erschwerte Atmung hervorgerufenen Mangel an Sauerstoff, löst er eine Positionsänderung aus.
Auch Übergewicht oder genetische Veranlagung können dafür verantwortlich sein, dass eine anatomische Besonderheit vorliegt, die das Schnarchen letztlich bewirkt: Der Atmungsapparat des Schlafenden kann nicht in jeder Körperlage die nötige Spannung aufrechterhalten, die das Schnarchen verhindern würde.
Ebenso fördern Alkoholkonsum oder die Einnahme von Beruhigungsmitteln, Schlafmitteln, Tranquilizern und Psychopharmaka die Erschlaffung des Gaumensegels und somit den Vorgang des Schnarchens.
Das Schnarchen kommt in verschiedenen Ausprägungen vor. So gibt es Personen, die nur gelegentlich schnarchen, z. B. bei einem Schnupfen. Andere Personen schnarchen nahezu jede Nacht, verbunden mit zum Teil sehr lauten, stark störenden Schnarchgeräuschen. Eine ständig verstopfte Nase, beispielsweise chronische Entzündungen, Allergien oder durch eine verkrümmte Nasenscheidewand sind weitere mögliche Ursachen des Schnarchens.
Das Schlafapnoe-Syndrom ist häufig von heftigen Albträumen begleitet. Bei einer Schlafapnoe erleidet der Schlafende einen massiven Sauerstoffmangel. Der Körper aktiviert einen Schutzreflex. Dabei steigt die Atemanstrengung und die Spannung der Atemwegs- und Atemmuskeln, sodass ein Durchatmen ermöglicht wird. Dabei wird eine Stressreaktion ausgelöst, die zu Blutdruck- und Herzfrequenzanstiegen führt. Auch eine Adrenalinausschüttung erfolgt. Der Betroffene wacht eventuell nach Luft ringend und mit starkem Herzklopfen auf, jedoch läuft die überwiegende Zahl der Stressreaktionen unbemerkt im Schlaf ab.

## Folgen
Bei einer starken Ausprägung kann der Schnarcher auch von seinem eigenen Schnarchgeräusch aufwachen.

### Folgen für Betroffene
Häufig haben Schnarchende keinen erholsamen Schlaf, da die Schnarchzyklen vor allem in den wichtigen Traum- und Tiefschlafphasen vorkommen. Abgeschlagenheit, Nervosität und Müdigkeit auch nach langem Schlaf sind im Wachzustand die Folge. Schwerwiegendere Schnarchleiden können, sofern sie langfristig auftreten und nicht erkannt werden, Beeinträchtigungen am Herz- und Kreislaufsystem (Bluthochdruck) mit Erhöhung des Infarkt- und Schlaganfallrisikos nach sich ziehen.
Eine US-amerikanische Studie deutet darauf hin, dass das Schnarchen in der frühen Kindheit sich möglicherweise nachteilig auf die kognitive Entwicklung auswirken könnte: In der Gruppe der befragten Siebt- und Achtklässler gab es unter denjenigen, die schlechtere Schulleistungen aufwiesen, überdurchschnittlich viele Kinder, die mit 2 bis 6 Jahren geschnarcht hatten. Eine Studie unter 4- bis 5-Jährigen zeigte auf, dass, wenn Eltern über Schnarchen und gestörten Schlaf ihrer Kinder berichteten, diese Kinder tatsächlich Schlafstörungen aufwiesen und zudem Verhaltensauffälligkeiten zeigten; dies korrelierte mit Rauchen der Mutter, nicht aber des Vaters. Eine Ursache-Wirkungs-Kette über die Wirkungen kindlichen Schnarchens lässt sich daraus jedoch nicht schlüssig nachweisen. Zudem lässt sich kindliches Schnarchen nicht durch die klinische Vorgeschichte allein von einem Schlafapnoe-Syndrom unterscheiden.

### Schlafapnoe-Syndrom
Es können Atemstillstände infolge vollständigen Zusammenfallens des Schlundes bzw. der Halsweichteile auftreten. Solche Atemstillstände können äußerst zahlreich pro Nacht auftreten, wodurch der Schlaf stark beeinträchtigt ist. Eine extreme Ausprägung des Schnarchens, verbunden mit Atemstillständen, nennt man obstruktives Schlafapnoe-Syndrom (OSAS); es ist eine schwerwiegende Schlafstörung.

### Folgen für den Partner
Der Geräuschpegel des Schnarchens ist bei 20 Dezibel vergleichbar mit der Lautstärke des Raschelns von Laub, er kann aber auch wesentlich höhere Werte erreichen. Das Guinness-Buch der Rekorde führt Schnarchen von 93 Dezibel auf, was dem Lärmpegel einer stark befahrenen Autobahn entspricht.
Schnarchen gefährdet die Gesundheit des Partners und die Stabilität der Beziehung. Einer Studie der University of Surrey von 2005 zufolge nahmen unter 25 Paaren die Männer das Schnarchen ihrer Partnerin oft deshalb nicht wahr, weil ihr Schlaf tiefer war; sobald das Schnarchen sie aber störte, weckten die meisten ihre Partnerin. Umgekehrt versuchten die Frauen vor allem, ihren schnarchenden Partner nicht zu wecken, selbst wenn das Schnarchen sie selbst Schlaf kostete.
Laut der TK-Schlafstudie 2017, einer Befragung einer repräsentativen Querschnitts der erwachsenen Bevölkerung Deutschlands durch Forsa im Auftrag der Techniker Krankenkasse, geben 22 % der Frauen und 8 % der Männer an, dass das Schnarchen des Partners sie im Schlaf stört; 10 % stört ihr eigenes Schnarchen im Schlaf.
In einer 2024 veröffentlichten Studie der Pronova BKK an 2000 Erwachsenen, darunter 1391 in einer Partnerschaft lebende Befragte, gaben 46 % der in einer Partnerschaft lebenden Befragten an, dass mindestens ein Partner im Schlaf schnarcht; 10 % bezeichneten das Schnarchen des Partners als „sehr große“ und weitere 14 % als „eher große“ Belastung. Dies galt insbesondere für Frauen: 30 % der Frauen und 18 % der Männer gaben an, dass dies eine „sehr große“ oder „eher große“ Belastung darstelle. Die Mehrheit der Befragten gab an, dass nur ein Partner schnarcht. Als Maßnahme, die schnarchende Befragte gegen das Schnarchen unternahmen, nannten 40 %, den Versuch, auf der Seite zu schlafen.

## Verhaltensregeln
Durch einfache, selbst durchzuführende Maßnahmen kann man versuchen, das Schnarchen zu bekämpfen. Oft gelingt es dadurch wenigstens, das Schnarchen zu mildern; allerdings sind diese Maßnahmen nicht immer erfolgreich.
SchlafpositionBei zu starker Kopftieflage schwellen bei manchen Menschen die Nasenschleimhäute geringfügig an. Dies kann bei bereits bestehender Enge der Nase die Nasenatmung weiter beeinträchtigen, sodass ein Schnarchen auftritt bzw. sich verstärkt. Dem kann entgegengewirkt werden, indem der Kopf hochgelagert wird. Allerdings fördert eine zu starke Kopfhochlage wiederum Schnarchen und vor allem die Ausprägung der gefährlichen Schlafapnoen, da durch den abgeknickten Atemkanal im Hals der Raummangel noch weiter verstärkt wird, es dadurch zu den Atemwegsverengungen kommt. Da die Rückenlage gehäuft zu Schnarchen führt (durch die Schwerkraft: zieht Gaumensegel oder Zunge noch mehr nach unten), sollte man als habituelle Veränderung der Schlafposition ein Lagetraining z. B. durch Einnähen von Tennisbällen in den Rückenteil des Pyjamas, Tragen einer Schlafweste, andenken. Starke Schnarcher schnarchen allerdings in jeder Position, sodass diese Gegenmaßnahme in solchen Fällen keinen wesentlichen Erfolg erzielt.
Alkohol, MedikamenteIn den letzten 3 bis 4 Stunden vor dem Schlafen sollte jeglicher Alkoholkonsum vermieden werden. Die Einnahme stark entspannender Pharmaka (Schlaf-, Beruhigungsmittel, Muskelrelaxantien) sollte möglichst gänzlich vermieden werden.
ÜbergewichtDa sich Fett auch im Rachenbereich ablagert (an den Wänden der Hohlräume) und so den Atemdurchmesser verengt, ist bei starker Adipositas eine Gewichtsreduktion die Therapie der ersten Wahl.
AllergienSollte eine Hausstaubmilbenallergie oder eine Bettfedernallergie bestehen, so sollten Betten und Kissen mit synthetischem antiallergischem Füllungsmaterial verwendet werden; außerdem sollte die Bettwäsche alle 5 Tage gewechselt sowie die Bettdecke und das Kissen spätestens alle 8 Wochen gewaschen werden. Entsprechende Betten sind im Bettenfachhandel erhältlich. Darüber hinaus ist bei Allergien evtl. auch eine medizinische Behandlung erforderlich (z. B. eine Hyposensibilisierung).
Gleichbleibende, fixe Schlafenszeiten,
geschlossener MundEine sogenannte „Schnarchbandage“ oder „Schnarchbinde“ fixiert mit einem Elastik-Gurt den Unterkiefer und hält so den Mund zu (erhältlich in Apotheken und Sanitätshäusern). Dasselbe wird durch eine sogenannte Mundvorhofplatte („Schnarch-Schnuller“) erreicht.

## Messung
Seit den 1990ern wurde verstärkt an der Analyse von Schnarchgeräuschen geforscht. Es können psychoakustische Eigenschaften wie Lautstärke, Schärfe und Rauheit ermittelt und statistisch den verschiedenen Arten von Schnarchgeräuschen zugeordnet werden. Ein wesentliches Ziel der Schlafgeräusch-Analyse ist es, Anhaltspunkte für eine objektive Messung der subjektiven Beeinträchtigung durch das Schnarchen zu erhalten. Eine objektive Messung ist entscheidend für die Messung des Erfolgs von Behandlungen.

## Medizinische Behandlung

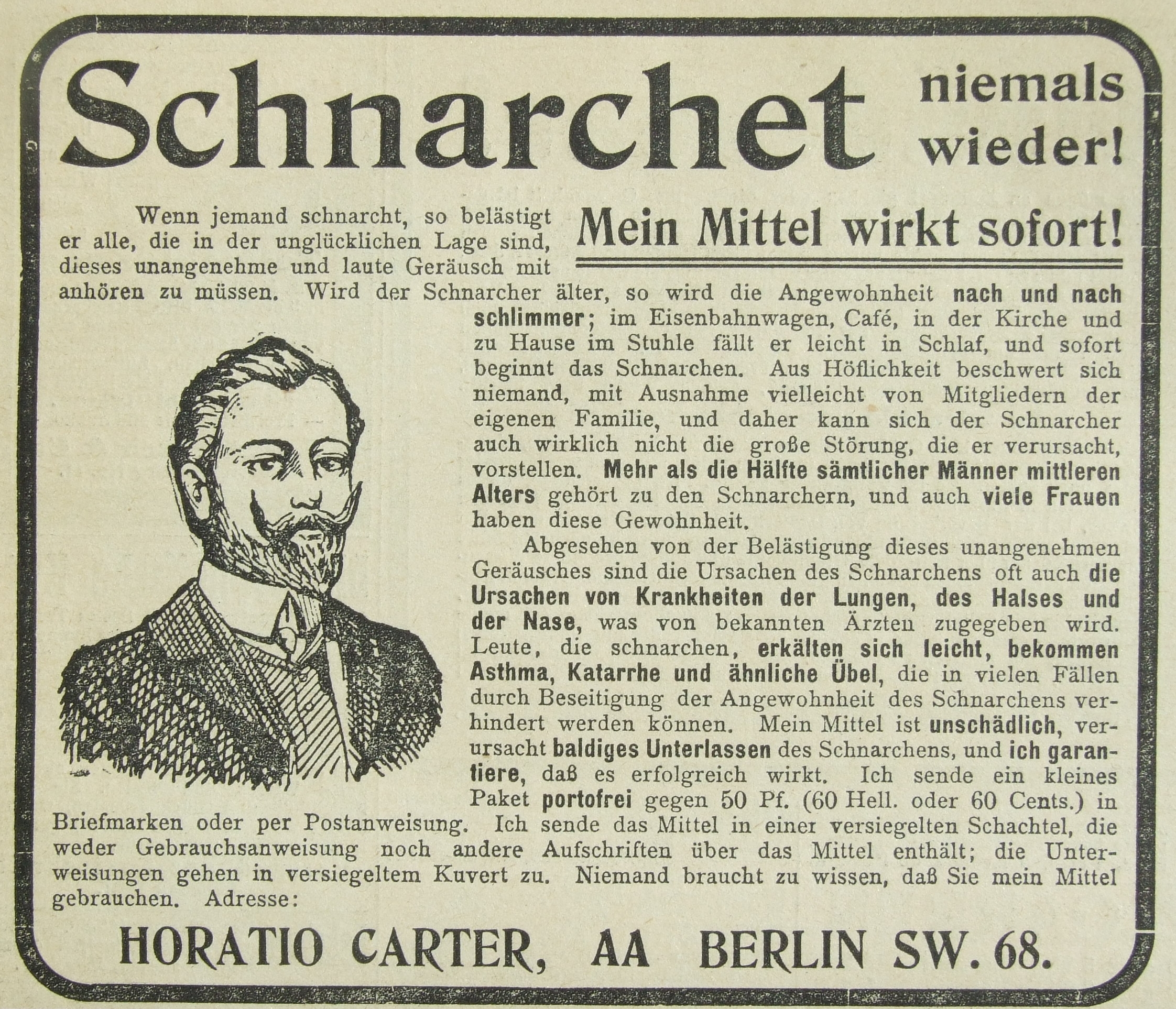
Anzeige für ein „garantiert“ wirkendes Antischnarchmittel von 1906

In vielen Fällen wenden sich Betroffene zunächst an einen HNO-Arzt. Dessen Aufgabe sollte zunächst sein, zu erkennen, welche Abschnitte der oberen Atemwege eng sind. In den Fällen, in denen eine behinderte Nasenatmung augenfällig die Ursache für das Schnarchen darstellen könnte, sollte eine entsprechende Behandlung durchgeführt werden. Beispielhaft lassen sich hier Nasenscheidewandverkrümmung (Septumdeviation), Kieferhöhlenentzündungen, vergrößerte Nasenmuscheln und Allergien aufführen. Oft liegt auch eine Kombination mehrerer dieser Ursachen vor. Die Ursache muss unter Umständen über eine Somnoendoskopie ermittelt werden.

### Chirurgische Eingriffe
Der Erfolg operativer Eingriffe ist umstritten; ein Nachteil ist, dass diese oft irreversibel sind.
So besteht die Möglichkeit, den Gaumen und die Rachenschleimhaut zu straffen und das Zäpfchen weitgehend zu entfernen. Bei diesem Eingriff entfernt man in der Regel auch zusätzlich die Gaumenmandeln (Tonsilla palatina). Dieser Eingriff wird als Uvula-Palato-Pharyngo-Plastik (UPPP) bezeichnet. Diese Operation kann beim Schnarcher zu einer Besserung führen. Dieser Eingriff muss stationär in Narkose durchgeführt werden. Komplikationen sind selten; neben Nachblutungen innerhalb der ersten Woche können auch langfristige Probleme wie Verschlucken mit Austritt von Flüssigkeit aus den Nasenlöchern, Schluckschmerzen oder offenes Näseln entstehen.
Ein anderes Verfahren bietet die Verwendung eines Lasers. Hierbei werden Teile des Gaumens und des Zäpfchens entfernt. Diese Operationstechnik wird als Laser-assistierte Uvula-Palato-Plastik (LAUP) bezeichnet. Der Eingriff kann in örtlicher Betäubung ambulant durchgeführt werden; eine Operation in Narkose ist jedoch zu empfehlen. Komplikationen dieses Laser-Eingriffes sind relativ selten.
In den letzten Jahren hat sich außerdem die Radiofrequenztherapie (RFITT) etabliert: Dabei wird mit Sonden in das Rachengewebe eingestochen und mittels Hochfrequenz im ISM-Band das Gewebe bei relativ niedrigen Temperaturen (ca. 80 °C) zum Verkochen gebracht. Durch narbiges Schrumpfen des Gaumens kann es zu einer Stabilisierung des Gewebes und damit zu einem verminderten Schnarchgeräusch kommen.
Bei der Radiofrequenz-assistierten Uvulopalatoplastik (RF-UPP) wird in Kombination mit der Koagulation des Weichgaumens überschüssiges Gewebe an den Gaumenbögen (Webbing) und am Zäpfchen entfernt. Durch diese kombinierte Behandlung kann das Schnarchen erheblich reduziert werden. Da die Temperatur bei der Radiofrequenz-Behandlung in der Regel signifikant niedriger ist als beim Laser und im Gegensatz zur LAUP nicht in den Weichgaumenmuskel geschnitten wird, sind post-operative Schmerzen bei dieser Methode vergleichsweise gering. (Zur UPPP und ihren Varianten siehe auch: Uvulopalatopharyngoplastik.)
Weichgaumenimplantate: Unter örtlicher Betäubung wird der Weichgaumen durch Einsetzen von Kunststoffstiften stabilisiert. Falls die Stifte sich lösen, werden sie einfach ersetzt. Die Therapie eignet sich nur für ca. zehn Prozent aller Schnarcher, denn falls der Weichgaumen eines Patienten zu groß ist, könnte dieser am Implantat ersticken.
UvulaFlap: Das hochgeklappte Zäpfchen (Uvula) wird am Gaumen vernäht. Die Schleimhaut wird nicht beeinträchtigt. Beschwerden beim Schluckakt und Sprechstörungen sind möglich.
Mandelentfernung: Bei Erwachsenen haben die Mandeln keine wichtige Funktion. Bei zu großen Mandeln kann die Entfernung mit einem Eingriff am Weichgaumen kombiniert werden. Nachblutungen sind möglich.
Die operative Behandlung des Schnarchens bewertet der IGeL-Monitor des Medizinischen Dienstes Bund nach einer systematischen Recherche der wissenschaftlichen Literatur mit „tendenziell negativ“. Denn die Studien zeigten deutlich, dass die Operationen häufige, wenn auch wenig gravierende Nebenwirkungen haben können.
Bei Nasenscheidewandverkrümmungen und Nasenmuschelvergrößerungen ist eine operative Begradigung der Nasenscheidewand und eine Verkleinerung der Nasenmuscheln durchzuführen.
Bei Kieferhöhlen- und Nasennebenhöhlenentzündungen bietet sich eine breite Palette an Behandlungsmöglichkeiten je nach Ausmaß der Kieferhöhlen- oder Nasennebenhöhlenentzündung: Diese reicht von der Gabe von schleimlösenden Mitteln, Antibiotika und Kieferhöhlenspülungen bis hin zu Kieferhöhlen- und Siebbeinoperationen.
Gegen Schlafapnoe kann auch ein Neurostimulator eingesetzt werden: Ein unterhalb des Schlüsselbeins implantierter Schrittmacher für den Zungenmuskel misst die Bewegung des Zwerchfells und steuert den Nervus hypoglossus und dadurch auch die Zunge. Bis September 2015 sind weltweit etwa 400 solcher Zungenschrittmacher implantiert worden.

### Weitergehende chirurgische Maßnahmen
Die unten beschriebenen chirurgischen Interventionsmaßnahmen sind im deutschsprachigen Raum teils umstritten, sie werden vornehmlich in den USA propagiert. Sie haben teilweise durchaus ihre Berechtigung, insbesondere bei angeborenen Rückverlagerungen der Zunge und des Unterkiefers. Oft liegt eine multi-level-obstruction vor, auf diese wird reagiert mit einer multi-level-surgery.
- maxillomandibular advancement: Vorverlagerung des Unterkiefers durch Spaltung der Mandibula
- Zungensuspension: Zunge wird durch nicht resorbierbaren Faden, der an einer Schraube am Unterkiefer fixiert wird, nach vorne gezogen
- Hyoidsuspension: Um den Zungengrund am Zurückfallen zu hindern, werden Zungenbein (Hyoid) und Kehlkopf verdrahtet, sodass sich der Schlund öffnet. Schluckbeschwerden und Stimmveränderungen sind möglich. Veränderung des Gefühls am Kehlkopf.

### Training
Aufgrund mehrerer Pilotstudien hat sich gezeigt, dass aktives Muskeltraining für den hinteren Mundbereich, Gaumen, Kehle auch zu einigen Erfolgen gegen die nächtlichen Atemwegserschlaffungen führen kann. Spezielle Singübungen wurden dafür entwickelt.
Es besteht allerdings noch Uneinigkeit, inwieweit ein solches Muskeltraining tatsächlich das Schnarchen verringert.

## Hilfsmittel
Gegen leichte Störungen der Nasenatmung kann ein Nasenpflaster eingesetzt werden. Liegt keine behinderte Nasenatmung vor oder wurde eine behinderte Nasenatmung bereits operativ oder anderweitig beseitigt, so bleiben nur noch folgende Maßnahmen übrig:
Es werden verschiedene Apparate auf dem Markt feilgeboten, die Schnarcher bei stärkerem Schnarchen nachts aufwecken und sie dazu erziehen sollen, nicht zu schnarchen. In der Regel sind solche Apparate nicht erfolgversprechend, da sie letztendlich das Zusammenfallen des Rachens nicht verhindern können; der Schnarcher wird durch diesen Apparat vielmehr zusätzlich in seinem Schlaf gestört.
Eine Unterkiefer-Protrusionsschiene hält den Unterkiefer im Schlaf in einer festen Lage, sodass die Zunge nicht zurückfallen und die Atemwege blockieren kann. Die meisten Patienten kommen damit gut zurecht, und der Wirkungsgrad soll hoch sein.

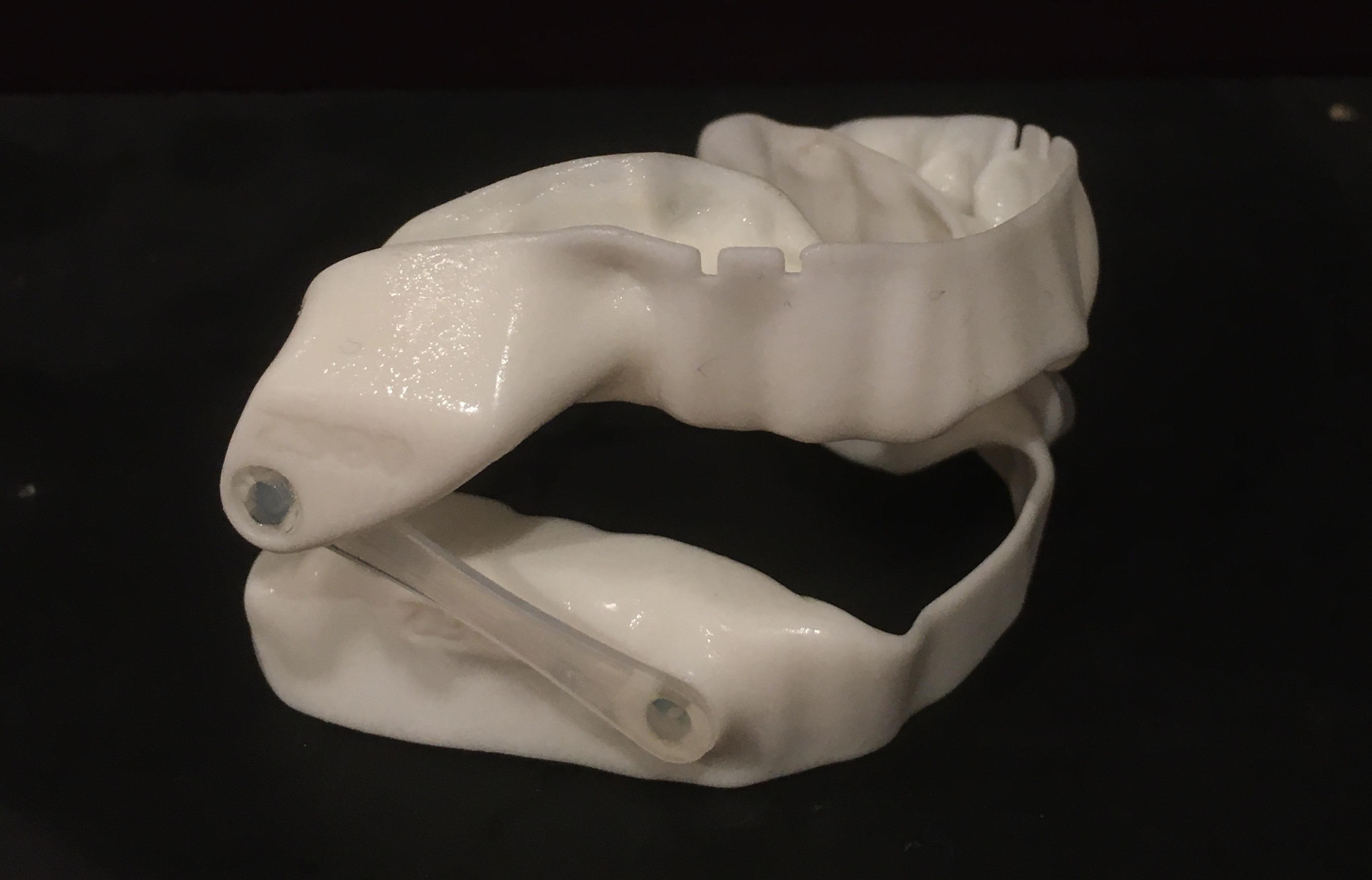
Unterkiefer-Protrusionsschienen aus Kunststoff, umgangssprachlich auch Schnarchschiene genannt

Es gibt diese Unterkiefer-Protrusionsschienen aus Kunststoff in verschiedenen Varianten. Sie werden bei Zahnärzten individuell angepasst. Dadurch wird der Vorschub des Unterkiefers so eingestellt, dass das Schnarchen verhindert wird.
Eine Vorhofplatte (auch Vorhofschiene oder Vorhofschild) sitzt im äußeren Mundvorhof zwischen Lippen und Frontzähnen und blockiert somit die Mundatmung. Die Konturen auf der Innenseite werden von der Zunge ertastet und führen zu einem Schluckreflex. Der entstehende Unterdruck presst die Zunge gegen Frontzähne und Platte, der Luftkanal wird erweitert und das Gaumensegel erhält mehr Platz. Die Mundwärme fördert die individuelle Anpassung der Platte an den Mundvorhof.
Eine Gaumenspange wird in die Mundhöhle eingesetzt. Sie fixiert das Gaumensegel und verhindert das Verschließen des dahinterliegenden Luftkanals. Durch den verbesserten Luftdurchlass entstehen weniger lärmerzeugende Vibrationen.
Ist die Körperlagerung ursächlich für das Schnarchen, kann ein Lagetraining für Abhilfe sorgen. Ziel ist es, die unerwünschte Lagerung so unbequem wie möglich zu machen. Erreicht werden kann dieses beispielsweise mit Handtüchern, die in einem Rucksack am Körper fixiert sind oder durch das Tragen einer Schlafweste.
Eine nächtliche Überdruckbeatmung mit einer Maske (CPAP-Behandlung) ist geeignet, den Druck in den Atemwegen zu erhöhen, einen Kollaps der Atemwege zu verhindern und dadurch das Schnarchen zu unterdrücken. Diese Methode ist jedoch mit den Unannehmlichkeiten einer nächtlichen Atemmaske verbunden, sodass sie meist nur bei besonderer Beeinträchtigung des Patienten in Form von Tagesmüdigkeit und Konzentrationsstörungen sowie bei nächtlichen Atempausen, also beim Schlafapnoe-Syndrom, zur Anwendung kommt.

## Schnarchmuseum
Im Ortsteil Langenholzen der niedersächsischen Stadt Alfeld befindet sich das einzige Schnarchmuseum der Welt. Es zeigt etwa 400 Exponate vom 18. Jahrhundert bis in die Neuzeit rund um das Schnarchen und dessen Behandlung.